# Takayuki Yamaguchi (Fußballspieler)
Takayuki Yamaguchi (jap. 山口 貴之, Yamaguchi Takayuki; * 1. August 1973 in der Präfektur Tokio) ist ein ehemaliger japanischer Fußballspieler.

## Karriere
Yamaguchi erlernte das Fußballspielen in der Jugendmannschaft von Yomiuri. Seinen ersten Vertrag unterschrieb er 1992 bei Verdy Kawasaki. Der Verein spielte in der höchsten Liga des Landes, der J1 League. 1995 wurde er an den Zweitligisten Brummell Sendai ausgeliehen. Für den Verein absolvierte er 14 Spiele. 1996 wurde er an den Erstligisten Kyoto Purple Sanga ausgeliehen. Für den Verein absolvierte er 51 Erstligaspiele. 1998 kehrte er nach Verdy Kawasaki zurück. Für den Verein absolvierte er 19 Erstligaspiele. Im Juli 1999 wechselte er zum Ligakonkurrenten Vissel Kobe. 2000 wechselte er zum Ligakonkurrenten Gamba Osaka. Für den Verein absolvierte er 30 Erstligaspiele. Im August 2001 wechselte er zum Ligakonkurrenten Vissel Kobe. Für den Verein absolvierte er 24 Erstligaspiele. 2004 wechselte er zum Drittligisten Thespa Kusatsu. Am Ende der Saison 2004 stieg der Verein in die J2 League auf. 2006 wechselte er zum Ligakonkurrenten Sagan Tosu. 2008 wechselte er zum Ligakonkurrenten FC Machida Zelvia. Ende 2008 beendete er seine Karriere als Fußballspieler.

## Erfolge
Verdy Kawasaki
- J1 League

Meister: 1993, 1994
Vizemeister: 1995
- J.League Cup

Sieger: 1992, 1993, 1994
- Kaiserpokal

Finalist: 1992